# Municipio de Darby (condado de Pickaway)
El municipio de Darby (en inglés: Darby Township) es un municipio ubicado en el condado de Pickaway en el estado estadounidense de Ohio. En el año 2010 tenía una población de 3366 habitantes y una densidad poblacional de 37,79 personas por km².

## Geografía
El municipio de Darby se encuentra ubicado en las coordenadas 39°45′33″N 83°12′16″O / 39.75917, -83.20444. Según la Oficina del Censo de los Estados Unidos, el municipio tiene una superficie total de 89.07 km², de la cual 88,6 km² corresponden a tierra firme y (0,54 %) 0,48 km² es agua.

## Demografía
Según el censo de 2010, había 3366 personas residiendo en el municipio de Darby. La densidad de población era de 37,79 hab./km². De los 3366 habitantes, el municipio de Darby estaba compuesto por el 98,04 % blancos, el 0,33 % eran afroamericanos, el 0,12 % eran asiáticos, el 0,03 % eran de otras razas y el 1,49 % eran de una mezcla de razas. Del total de la población el 1,19 % eran hispanos o latinos de cualquier raza.